# نيلسون إتش ديفيس
نيلسون إتش ديفيس (بالإنجليزية: Nelson H. Davis)‏ هو ضابط أمريكي، ولد في 20 سبتمبر 1821 في أوكسفورد في الولايات المتحدة، وتوفي في 15 مايو 1890 في Governors Island ‏ في الولايات المتحدة.